# Sławniowice Nyskie
Sławniowice Nyskie – końcowa stacja kolejowa linii nr 251 (D29-1971) Nowy Świętów – Sławniowice Nyskie, w miejscowości Sławniowice, w województwie opolskim, w powiecie nyskim, w gminie Głuchołazy, w Polsce.
| Sławniowice Nyskie                                                    |
| Linia nr 251 (D29-1971) Nowy Świętów – Sławniowice Nyskie (12,724 km) |
| Burgrabiceodległość: 1,961 km                                         |